# Instituto Internacional de Neurociências de Natal Edmond e Lily Safra

Fachada do Centro de Estudo e Pesquisa Prof. César Timo-Iaria, pertencente ao Instituto Internacional de Neurociências de Natal.

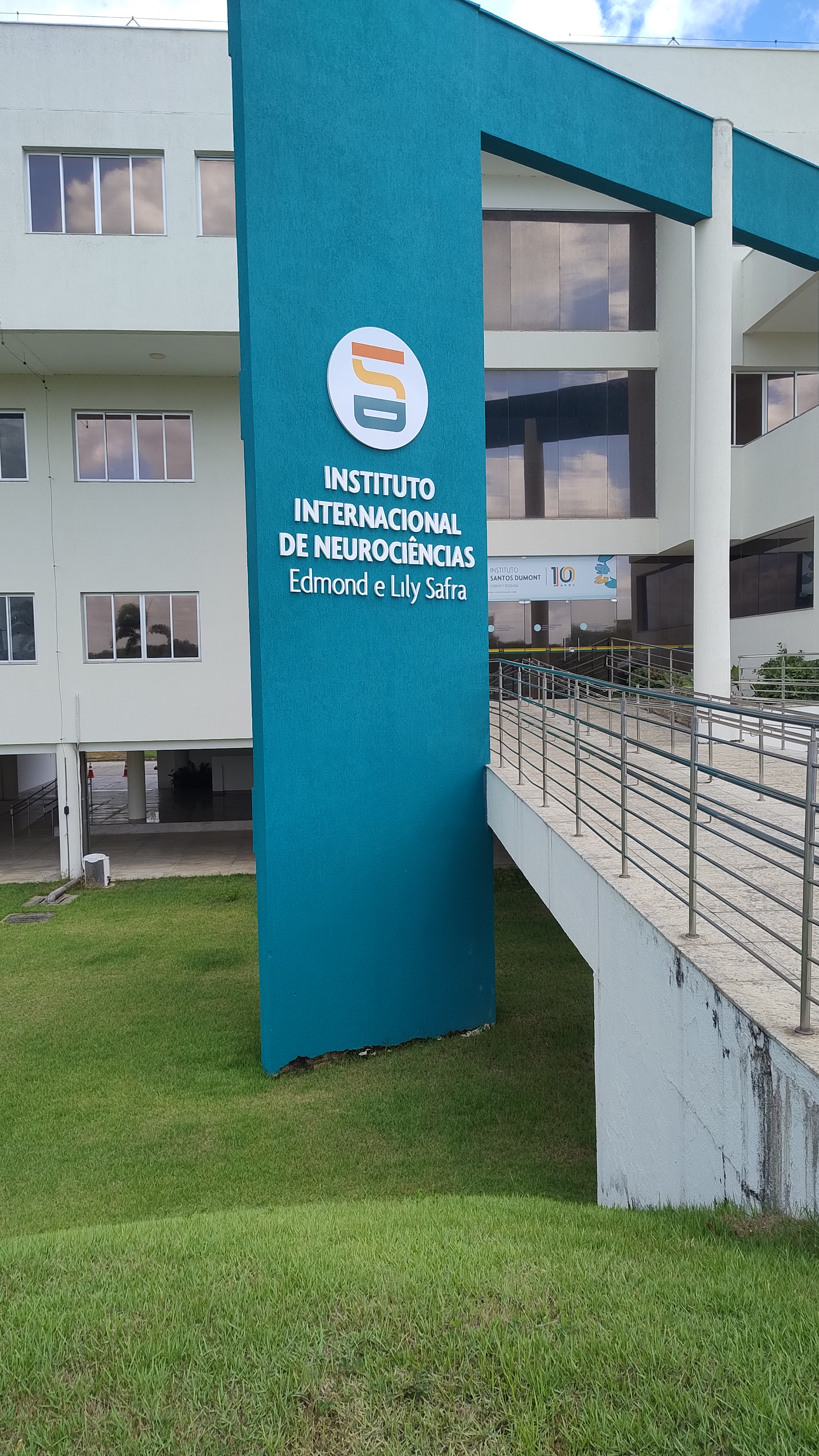
Fachada do Instituto Internacional de Neurociências, em Macaíba, Rio Grande do Norte.

O Instituto Internacional de Neurociências de Natal Edmond e Lily Safra (IINN/ELS) está localizado em Natal, capital do estado brasileiro do Rio Grande do Norte. Foi idealizado pelos neurocientistas Miguel Nicolelis (que foi considerado um dos 20 maiores cientistas do mundo no começo da década passada), Sidarta Ribeiro e Claudio Mello, pesquisadores brasileiros que estabeleceram suas carreiras nos Estados Unidos e que decidiram montar no Brasil um centro de pesquisas em neurociências com referência internacional.
Faz parte do instituto o "Campus do Cérebro" localizado no município de Macaíba - um centro de pesquisa e desenvolvimento da neurociência que recebeu um supercomputador doado pela Escola Politécnica Federal de Lausanne da Suíça. O computador tem capacidade para processar 46 trilhões de operações por segundo.

## Sobre
O IINN-ELS tem como um de seus objetivos permitir o retorno de cientistas brasileiros ao país e criar um ambiente de favorecimento para a vinda de estrangeiros baseado em critérios definidos internamente pelos gestores da Instituição.
Além do Instituto de Neurociências em si (representado pelos laboratórios de pesquisa), o projeto do complexo do IINN-ELS inclui uma escola modelo para as comunidades carentes de Natal e Macaíba, com uma maternidade voltada para a comunidade local.
Apesar de contar com maciços investimentos federais para construção das instalações físicas, o IINN-ELS é uma instituição autônoma gerenciada pela OSCIP Associação Alberto Santos Dumont para Apoio à Pesquisa (AASDAP) responsável por angariar fundos para manutenção e custeio do Instituto. A coordenação local do IINN-ELS é do Dr. Nicolelis.
O IINN recebeu, em 2007, um reforço de caixa de peso: o ministro da Educação, Fernando Haddad, assinou decreto destinando R$ 42 milhões à instituição.
Em 2007, por ocasião do II Simpósio do IINN, o mesmo foi rebatizado de Instituto Internacional de Neurociências de Natal Edmond e Lily Safra por conta de um convênio firmado com a Fundação Safra.
Em setembro de 2011 foi anunciado que o instituto passaria a oferecer, a partir de 2012, seu próprio programa de Doutorado, nas áreas de neurociências, neurotecnologia, neuroengenharia e neuroeducação. No entanto, até o final de 2016 tal programa ainda não havia sido instituído.

## Equipe e linhas de pesquisa
A equipe de pesquisa atual do IINN-ELS é formada por estudantes de Iniciação Científica, Mestrado e também por Pós-Doutorandos, realizando estudos em diversas áreas da Neurociência: Neurofisiologia, Neurociência Computacional, Neuroetologia, Memória, Comportamento e Neuropatologia em parceria com a Universidade Federal do Rio Grande do Norte (UFRN).

## Cisão
No dia 26 de julho de 2011 o Jornal Folha de S.Paulo publicou uma matéria relatando a cisão entre Miguel Nicolelis Sidarta Ribeiro. Segundo a matéria veiculada pela Folha o principal motivo alegado pelo grupo dissidente seria sua falta de acesso aos equipamentos utilizados no IINN-ELS. Outra versão dá conta de que a saída de alguns professores se deu por um egocentrismo crescente por parte dos últimos, especialmente devido a críticas de Nicolelis relacionadas ao baixo impacto das pesquisas desenvolvidas por este grupo. Informações obtidas com frequentadores do Instituto citam como fator desencadeador da saída de Sidarta Ribeiro, indicado por Nicolelis para ser o primeiro diretor do IINN, em 2005, uma solicitação para que ele deixasse de utilizar a garagem do Instituto, bem como a sala que ocupava, que deu origem a um novo laboratório do IINN-ELS.
Em resposta a matéria da Folha de S.Paulo veiculo no dia 26 de julho de 2011, a Reitoria da UFRN divulgou uma nota explicando o que realmente ocorreu entre Miguel Nicolelis, Sidarta Ribeiro, UFRN e o IINN-ELS, onde a UFRN se posicionava a favor da continuidade da colaboração com o projeto do IINN-ELS.